# 帕克 (奥地利)
帕克（德語：Pack）是奥地利施蒂利亚州沃茨伯格县的一个市镇。总面积39.06平方公里，总人口477人，人口密度12.2人/平方公里（2005年）。